# Deutsche Fußballmeisterschaft der A-Junioren 1997/98
Die deutsche Fußballmeisterschaft der A-Junioren 1998 war die 30. Auflage dieses Wettbewerbes. Borussia Dortmund holte durch einen 2:1 im Elfmeterschießen (2:2 nach Verlängerung) in Dortmund gegen den FC Bayern München ihre fünfte Meisterschaft in Folge.

## Teilnehmende Mannschaften
An der A-Jugendmeisterschaft nahmen die fünf Meister der Regionalligen sowie die Vize aus dem Norden, Süden und Südwesten teil.
Die Regionalliga Nordost spielte in zwei Gruppen (Nord / Süd). Die Endspiele um die NOFV-Meisterschaft gewann Tennis Borussia Berlin gegen Dynamo Dresden (2:2,6:0)
| Regionalverband Nord                               | Regionalverband West         | Regionalverband Südwest                                        | Regionalverband Süd                                     | Regionalverband Nordost           |
| -------------------------------------------------- | ---------------------------- | -------------------------------------------------------------- | ------------------------------------------------------- | --------------------------------- |
| - Meister: FC St. Pauli - Vizemeister: Hannover 96 | - Meister: Borussia Dortmund | - Meister: 1. FSV Mainz 05 - Vizemeister: 1. FC Kaiserslautern | - Meister: FC Augsburg - Vizemeister: FC Bayern München | - Meister: Tennis Borussia Berlin |

## Viertelfinale
Hinspiele: So 14.06. Rückspiele: So 21.06.
|                        | Gesamt          |                   | Hinspiel | Rückspiel |
| ---------------------- | --------------- | ----------------- | -------- | --------- |
| 1. FC Kaiserslautern   | 3:3 (2:4 i. E.) | FC St. Pauli      | 2:2      | 1:1       |
| Hannover 96            | 4:9             | Borussia Dortmund | 1:5      | 3:4       |
| Tennis Borussia Berlin | 3:3 (1:3 i. E.) | FC Augsburg       | 3:1      | 0:2       |
| FC Bayern München      | 11:10           | FSV Mainz 05      | 4:1      | 7:0       |

## Halbfinale
Hinspiele: Mi 24.06. Rückspiele: So 28.06.
|              | Gesamt |                   | Hinspiel | Rückspiel |
| ------------ | ------ | ----------------- | -------- | --------- |
| FC St. Pauli | 2:8    | Borussia Dortmund | 1:3      | 1:5       |
| FC Augsburg  | 1:6    | FC Bayern München | 0:2      | 1:4       |

## Finale
| Borussia Dortmund                                                  | Borussia Dortmund | FC Bayern München | FC Bayern München |
| ------------------------------------------------------------------ | --- | --- | ----------------- |
| Borussia Dortmund                                                  | \| Sonntag, 5. Juli 1998 um 10:00 Uhr in Dortmund (Stadion Rote Erde) \| \| Ergebnis: 2:2 n. V. (2:2, 0:0), 2:1 i. E. \| \| Zuschauer: 6.000 \| \| Schiedsrichter: Bernhard Zerr (Ottersweier) \|                                                                                                | \| Sonntag, 5. Juli 1998 um 10:00 Uhr in Dortmund (Stadion Rote Erde) \| \| Ergebnis: 2:2 n. V. (2:2, 0:0), 2:1 i. E. \| \| Zuschauer: 6.000 \| \| Schiedsrichter: Bernhard Zerr (Ottersweier) \|                                                                    | FC Bayern München |
| Borussia Dortmund                                                  | Alexander Kuschmann – Michael Rothholz – Heiko Hesse, Benjones Ballout – Shlomi Dahan (85. Mohammed Abdulai), Daniel Rios (75. Sascha Lindner), Tobias Schäper, Kurtulus Öztürk (80. Tobias Stock) – Francis Bugri (66. Tobias Beckmann), Sedat Akcay, Christian Timm Cheftrainer: Edwin Boekamp | Mario Bartulovic – Stefan Strunz, Thomas Reiß, Nils-Eric Johansson, Christian Lessmann – Steffen Hofmann, Sebastian Backer (105. Philipp Bönig), Owen Hargreaves, Patrick Mölzl – Michael Fischer (98. Daniel Bierofka), Berkant Göktan Cheftrainer: Björn Andersson | FC Bayern München |
| Borussia Dortmund                                                  | 1:0 Sedat Akcay (58.) 2:2 Tobias Beckmann (90.) | 1:1 Patrick Mölzl (63.) 1:2 Steffen Hofmann (65.) | FC Bayern München |
| Borussia Dortmund                                                  | Elfmeterschießen | | FC Bayern München |
| Borussia Dortmund                                                  | 1:1 Tobias Schäper 2:1 Daniel Rios Christian Timm scheitert an Bartulovic Sedat Akcay scheitert an Bartulovic Michael Rothholz scheitert an Bartulovic | 0:1 Steffen Hofmann Patrick Mölzl scheitert an Kuschmann Owen Hargreaves scheitert an Kuschmann Mario Bartulovic scheitert an Kuschmann Berkant Göktan scheitert an Kuschmann                                                                                        | FC Bayern München |
| Borussia Dortmund                                                  | Schäper | Hofmann, Fischer | FC Bayern München |
| Borussia Dortmund                                                  | Kuschmann hält Foulelfmeter von Göktan (67.) | | FC Bayern München |
| Sonntag, 5. Juli 1998 um 10:00 Uhr in Dortmund (Stadion Rote Erde) | | |                   |
| Ergebnis: 2:2 n. V. (2:2, 0:0), 2:1 i. E.                          | | |                   |
| Zuschauer: 6.000                                                   | | |                   |
| Schiedsrichter: Bernhard Zerr (Ottersweier)                        | | |                   |